# Åsa Lundström
Åsa Lundström (* 2. August 1984 in Falun) ist eine ehemalige schwedische Duathletin und Triathletin. Sie ist zweifache Staatsmeisterin Triathlon (2013, 2016), Ironman-Siegerin (2012, 2013).

## Werdegang
Åsa Lundström startete als 25-Jährige 2009 bei ihrem ersten Triathlon.

### Siegerin Ironman 2012
Im August 2012 gewann sie in Kalmar den Ironman Sweden und im September 2013 die Erstaustragung des Ironman Lake Tahoe. 2014 konnte sich Åsa Lundström für einen Startplatz beim Ironman Hawaii qualifizieren, wo sie als schnellste Schwedin den 17. Rang belegte.
Mit dem vierten Rang beim Ironman South Africa im April 2016 konnte sie sich zum dritten Mal einen Startplatz beim Ironman Hawaii sichern und im Juli gewann sie die schwedische Meisterschaft auf der Triathlon-Mitteldistanz. Im Oktober 2016 wurde Åsa Lundström Achte bei der Ironman-Weltmeisterschaft auf Hawaii.
Beim Ironman Hawaii 2017 belegte sie den 17. Rang und 2018 landete die damals 34-Jährige als beste Schwedin auf dem 19. Rang. Seit 2019 tritt sie nicht mehr international in Erscheinung.

### Privates
Åsa Lundström studierte seit 2008 Medizin in Dänemark und sie ist als Ärztin tätig. Seit Mai 2017 ist sie  verheiratet, sie lebt mit ihrem Mann Filip in Bosgård (Huskvarna).

## Sportliche Erfolge
| Datum/Jahr    | Rang | Wettbewerb                                           | Austragungsort  | Zeit     | Bemerkung |
| ------------- | ---- | ---------------------------------------------------- | --------------- | -------- | --- |
| 2. Feb. 2018  | 8    | Ironman 70.3 Dubai                                   | Dubai           |          | hinter Anne Haug |
| 14. Mai 2017  | 4    | Ironman 70.3 Pays d’Aix France                       | Aix-en-Provence | 04:35:20 | |
| 10. Juli 2016 | 2    | Ironman 70.3 Jönköping                               | Jönköping       | 04:24:58 | Zweite bei der Erstaustragung                                                                                           |
| 2. Juli 2016  | 1    | SWE Middle Distance Triathlon National Championships | Vansbro         | 04:21:45 | Staatsmeisterin |
| 28. Mai 2016  | 1    | Bilbao Triathlon                                     | Bilbao          | 04:36:32 | [ 3 ] |
| 5. Dez. 2015  | 3    | Ironman 70.3 Bahrain                                 | Manama          | 03:39:35 | drittes Rennen der „Challenge Triple-Crown-Serie“ – das Rennen musste witterungsbedingt als Duathlon ausgetragen werden |
| 2. Juni 2013  | 1    | DEN Dänische Meisterschaft Triathlon Kurzdistanz     | Ganløse         | 01:08:20 | 750 m Schwimmen, 23 km Radfahren und 5 km Laufen                                                                        |
| 18. Mai 2013  | 1    | Bilbao Triathlon                                     | Bilbao          | 05:01:57 | |
| 10. Juni 2012 | 3    | Challenge Aarhus                                     | Aarhus          | 04:39:33 | [ 6 ] |
| 27. Mai 2012  | 6    | Challenge Barcelona                                  | Barcelona       |          | |

| Datum/Jahr    | Rang | Wettbewerb                                      | Austragungsort    | Zeit     | Bemerkung                                       |
| ------------- | ---- | ----------------------------------------------- | ----------------- | -------- | ----------------------------------------------- |
| 25. Mai 2019  | 5    | Ironman Lanzarote                               | Puerto del Carmen | 10:19:13 |                                                 |
| 4. Mai 2019   | 7    | ITU Long Distance Triathlon World Championships | Pontevedra        | 06:02:54 | Weltmeisterschaft auf der Triathlon-Langdistanz |
| 2. Dez. 2018  | 5    | Ironman Mar del Plata                           | Mar del Plata     | 08:32:59 | Schwimmen auf 1,9 km verkürzt                   |
| 13. Okt. 2018 | 19   | Ironman Hawaii                                  | Hawaii            | 09:16:30 |                                                 |
| 24. Juni 2018 | 2    | Ironman Sweden                                  | Kalmar            | 08:54:35 | persönliche Bestzeit auf der Ironman-Distanz    |
| 3. Dez. 2017  | 5    | Ironman Mar del Plata                           | Mar del Plata     | 09:25:36 | bei der Erstaustragung                          |
| 8. Okt. 2017  | 17   | Ironman Hawaii                                  | Hawaii            | 09:34:37 |                                                 |
| 4. Dez. 2016  | 4    | Ironman Western Australia                       | Busselton         | 09:06:08 |                                                 |
| 8. Okt. 2016  | 8    | Ironman Hawaii                                  | Hawaii            | 09:22:59 | Ironman World Championships                     |
| 10. Apr. 2016 | 4    | Ironman South Africa                            | Port Elizabeth    | 09:15:34 |                                                 |
| 10. Okt. 2015 | 11   | Ironman Hawaii                                  | Hawaii            | 09:30:43 | Ironman World Championships                     |
| 22. März 2015 | 4    | Ironman Melbourne                               | Melbourne         | 09:02:49 |                                                 |
| 11. Okt. 2014 | 17   | Ironman Hawaii                                  | Hawaii            | 09:36:22 |                                                 |
| 8. Juni 2014  | 3    | Ironman Cairns                                  | Cairns            | 09:25:56 |                                                 |
| 23. März 2014 | 5    | Ironman Melbourne                               | Melbourne         | 09:16:08 |                                                 |
| 17. Nov. 2013 | 5    | Ironman Arizona                                 | Tempe             | 09:12:20 |                                                 |
| 22. Sep. 2013 | 1    | Ironman Lake Tahoe                              | Lake Tahoe        | 09:58:53 | Siegerin bei der Erstaustragung                 |
| 30. Juni 2013 | 2    | Ironman Austria                                 | Klagenfurt        | 09:04:42 | [ 7 ]                                           |
| 3. Nov. 2012  | 13   | Ironman Florida                                 | Panama City       | 09:38:44 |                                                 |
| 19. Aug. 2012 | 1    | Ironman Sweden                                  | Kalmar            | 09:13:27 | Siegerin bei der Erstaustragung                 |
| 14. Aug. 2011 | 2    | Challenge Copenhagen                            | Kopenhagen        | 09:35:31 |                                                 |
| 2010          | 4    | Kalmar Triathlon                                | Kalmar            | 10:33:15 |                                                 |

(DNF – Did Not Finish)